# My Life Would Suck Without You
My Life Would Suck Without You is een nummer van de Amerikaanse zangeres Kelly Clarkson. Het is de eerste single van haar vierde album All I Ever Wanted. In Nederland had Radio 538 de première om het nummer te draaien, waarna ze My Life Would Suck Without You gelijk uitriepen tot Alarmschijf.

## Thema
Het nummer is een uptempo nummer wat gaat over liefde die zelfs ruzie overwint. Als haar vriend weer bij haar terug wil komen, wil zij niets liever want "haar leven zou niets voorstellen zonder hem" ("my life would suck without you"), zo zingt Clarkson in het nummer.

## Ontvangst
Over het algemeen kreeg het nummer positieve recensies. Billboard noemde het "een propulsieve explosie van met rock overgoten pop". Bill Lamb van About.com beschreef het als "pop-perfectie dat makkelijk als een van de grootste hits van het jaar kan eindigen". Rolling Stone noemde het nummer "oprechte pop [dat] golft in een waterval van synths en een goede beat" en merkte op dat "het alle karaktereigenschappen heeft voor een goedgeschoten radiohit". USA Today vermeldde dat er "discoritmes en veel synth-dance-pop lagen over het topje [zijn], maar het gitaarpatroon... zorgt ervoor dat het niet te kunstmatig klinkt" en verderop de toevoeging dat zij het liedje "leuk vinden". Entertainment Weekly riep het uit tot "het beste nummer in de geschiedenis van het universum".

## Videoclip
De videoclip is geschoten in Los Angeles en is in december 2008 geregisseerd door Wayne Isham. Het begint met Clarksons vriendje in de videoclip, gespeeld door Houston Rhines, die bij haar aan de deur klopt, waarschijnlijk na een meningsverschil. De twee zijn te zien bij het raam van het appartement, waarbij Clarkson steeds bezittingen van hem uit het raam dreigt te gooien, waaronder kleding, tijdschriften, een gitaar en een vissenkom (Rhines kon de vis op tijd er uit vissen). Hierna zitten ze zover mogelijk van elkaar op een bankstel. Tegen het einde van de clip aan, zijn beiden in een auto te zien terwijl ze weer een ruzietje krijgen. Het eindigt in een korte wilde rit waarbij Clarkson haar vriend grijpt en hem zoent, zodra de auto weer stilstaat. Door de videoclip door zijn scènes ti zien waarbij Clarkson en haar band in een donkere omgeving het nummer spelen met heldere lampen op de achtergrond. Ook zijn scènes te zien waarbij spelende kinderen te zien zijn die beide personen voorstellen in hun jeugdperiode.

## Hitlijsten
Na een wat trage start groeide My Life Would Suck Without You in Nederland uit tot Clarksons grootste hit. Het bereikte de nummer 3-positie in de Nederlandse Top 40, en bleef 19 weken in die hitlijst staan. Het overtrof daarmee zelfs het succes van haar nummer 1-hit Because of You uit 2005. In de Verenigde Staten debuteerde het nummer op airplay in de Billboard Hot 100 op nummer 97. De week erop steeg het meteen door naar de toppositie, waarmee ze de hoogste sprong in de geschiedenis van de Amerikaanse hitlijst maakte. Het is in de Verenigde Staten haar tweede nummer 1-positie na A Moment Like This. In het Verenigd Koninkrijk kwam het nummer vanuit het niets binnen op de eerste plaats in de UK Singles Chart.

## Hitnoteringen

### Nederlandse Top 40
| Hitnotering: 31-01-2009 t/m 06-06-2009 | Hitnotering: 31-01-2009 t/m 06-06-2009 | Hitnotering: 31-01-2009 t/m 06-06-2009 | Hitnotering: 31-01-2009 t/m 06-06-2009 | Hitnotering: 31-01-2009 t/m 06-06-2009 | Hitnotering: 31-01-2009 t/m 06-06-2009 | Hitnotering: 31-01-2009 t/m 06-06-2009 | Hitnotering: 31-01-2009 t/m 06-06-2009 | Hitnotering: 31-01-2009 t/m 06-06-2009 | Hitnotering: 31-01-2009 t/m 06-06-2009 | Hitnotering: 31-01-2009 t/m 06-06-2009 | Hitnotering: 31-01-2009 t/m 06-06-2009 | Hitnotering: 31-01-2009 t/m 06-06-2009 | Hitnotering: 31-01-2009 t/m 06-06-2009 | Hitnotering: 31-01-2009 t/m 06-06-2009 | Hitnotering: 31-01-2009 t/m 06-06-2009 | Hitnotering: 31-01-2009 t/m 06-06-2009 | Hitnotering: 31-01-2009 t/m 06-06-2009 | Hitnotering: 31-01-2009 t/m 06-06-2009 | Hitnotering: 31-01-2009 t/m 06-06-2009 | Hitnotering: 31-01-2009 t/m 06-06-2009 |
| Week:                                  | 1                                      | 2                                      | 3                                      | 4                                      | 5                                      | 6                                      | 7                                      | 8                                      | 9                                      | 10                                     | 11                                     | 12                                     | 13                                     | 14                                     | 15                                     | 16                                     | 17                                     | 18                                     | 19                                     |                                        |
| -------------------------------------- | -------------------------------------- | -------------------------------------- | -------------------------------------- | -------------------------------------- | -------------------------------------- | -------------------------------------- | -------------------------------------- | -------------------------------------- | -------------------------------------- | -------------------------------------- | -------------------------------------- | -------------------------------------- | -------------------------------------- | -------------------------------------- | -------------------------------------- | -------------------------------------- | -------------------------------------- | -------------------------------------- | -------------------------------------- | -------------------------------------- |
| Positie:                               | 26                                     | 21                                     | 15                                     | 15                                     | 12                                     | 12                                     | 9                                      | 8                                      | 5                                      | 4                                      | 3                                      | 3                                      | 4                                      | 7                                      | 7                                      | 10                                     | 13                                     | 24                                     | 36                                     | uit                                    |

### NederlandseSingle Top 100
| Hitnotering: 24-01-2009 t/m 13-06-2009 | Hitnotering: 24-01-2009 t/m 13-06-2009 | Hitnotering: 24-01-2009 t/m 13-06-2009 | Hitnotering: 24-01-2009 t/m 13-06-2009 | Hitnotering: 24-01-2009 t/m 13-06-2009 | Hitnotering: 24-01-2009 t/m 13-06-2009 | Hitnotering: 24-01-2009 t/m 13-06-2009 | Hitnotering: 24-01-2009 t/m 13-06-2009 | Hitnotering: 24-01-2009 t/m 13-06-2009 | Hitnotering: 24-01-2009 t/m 13-06-2009 | Hitnotering: 24-01-2009 t/m 13-06-2009 | Hitnotering: 24-01-2009 t/m 13-06-2009 | Hitnotering: 24-01-2009 t/m 13-06-2009 | Hitnotering: 24-01-2009 t/m 13-06-2009 | Hitnotering: 24-01-2009 t/m 13-06-2009 | Hitnotering: 24-01-2009 t/m 13-06-2009 | Hitnotering: 24-01-2009 t/m 13-06-2009 | Hitnotering: 24-01-2009 t/m 13-06-2009 | Hitnotering: 24-01-2009 t/m 13-06-2009 | Hitnotering: 24-01-2009 t/m 13-06-2009 | Hitnotering: 24-01-2009 t/m 13-06-2009 | Hitnotering: 24-01-2009 t/m 13-06-2009 | Hitnotering: 24-01-2009 t/m 13-06-2009 |
| Week:                                  | 1                                      | 2                                      | 3                                      | 4                                      | 5                                      | 6                                      | 7                                      | 8                                      | 9                                      | 10                                     | 11                                     | 12                                     | 13                                     | 14                                     | 15                                     | 16                                     | 17                                     | 18                                     | 19                                     | 20                                     | 21                                     |                                        |
| -------------------------------------- | -------------------------------------- | -------------------------------------- | -------------------------------------- | -------------------------------------- | -------------------------------------- | -------------------------------------- | -------------------------------------- | -------------------------------------- | -------------------------------------- | -------------------------------------- | -------------------------------------- | -------------------------------------- | -------------------------------------- | -------------------------------------- | -------------------------------------- | -------------------------------------- | -------------------------------------- | -------------------------------------- | -------------------------------------- | -------------------------------------- | -------------------------------------- | -------------------------------------- |
| Positie:                               | 62                                     | 48                                     | 53                                     | 59                                     | 46                                     | 34                                     | 22                                     | 19                                     | 22                                     | 7                                      | 5                                      | 10                                     | 26                                     | 35                                     | 35                                     | 47                                     | 36                                     | 43                                     | 58                                     | 73                                     | 83                                     | uit                                    |

### VlaamseUltratop 50
| Hitnotering: 07-03-2009 t/m 02-05-2009 | Hitnotering: 07-03-2009 t/m 02-05-2009 | Hitnotering: 07-03-2009 t/m 02-05-2009 | Hitnotering: 07-03-2009 t/m 02-05-2009 | Hitnotering: 07-03-2009 t/m 02-05-2009 | Hitnotering: 07-03-2009 t/m 02-05-2009 | Hitnotering: 07-03-2009 t/m 02-05-2009 | Hitnotering: 07-03-2009 t/m 02-05-2009 | Hitnotering: 07-03-2009 t/m 02-05-2009 | Hitnotering: 07-03-2009 t/m 02-05-2009 | Hitnotering: 07-03-2009 t/m 02-05-2009 |
| Week:                                  | 1                                      | 2                                      | 3                                      | 4                                      | 5                                      | 6                                      | 7                                      | 8                                      | 9                                      |                                        |
| -------------------------------------- | -------------------------------------- | -------------------------------------- | -------------------------------------- | -------------------------------------- | -------------------------------------- | -------------------------------------- | -------------------------------------- | -------------------------------------- | -------------------------------------- | -------------------------------------- |
| Positie:                               | 46                                     | 47                                     | 33                                     | 18                                     | 31                                     | 29                                     | 34                                     | 41                                     | 43                                     | uit                                    |

## Tracklist

### Download
1. "My Life Would Suck Without You" - 03:31

### Promo-cd
1. "My Life Would Suck Without You" (Main) - 03:31
2. "My Life Would Suck Without You" (Main with Intro) - 03:51

### 2-track cd-single
1. "My Life Would Suck Without You" (Main) - 03:33
2. "My Life Would Suck Without You" (Instrumental) - 03:33

### Maxi cd-single
1. "My Life Would Suck Without You" (Main) - 03:33
2. "My Life Would Suck Without You" (Instrumental) - 03:33
3. "Don't Waste Your Time" (Main) - 03:35
4. "My Life Would Suck Without You" (Video) [Enhanced]

### Australische cd-single
1. "My Life Would Suck Without You" (Main) - 03:33
2. "My Life Would Suck Without You" (Instrumental) - 03:33
3. "My Life Would Suck Without You" (Video) [Enhanced]
4. "Not Today" - 03:30
5. "Fading" - 02:52

## Release
De single werd op 13 januari 2009 om 18.00 uur digitaal verstuurd naar radiostations voor onmiddellijke airplay. Officieel werd het 20 januari 2009 toegevoegd op de playlists van de stations. Vervolgens werd de single diezelfde dag beschikbaar gesteld voor Amerikaanse en Canadese download. In Nederland was het nummer 16 januari 2009 digitaal beschikbaar en schoot onmiddellijk de top 20 van de iTuneslijsten in. Opmerkelijk genoeg werd woordje "suck" in de titel veranderd naar "s**k", maar inmiddels staat het weer in de originele naam.
| Land                | Releasedatum     | Format            | Label          |
| ------------------- | ---------------- | ----------------- | -------------- |
| Nederland           | 15 februari 2009 | airplay           | Sony BMG       |
| Nederland           | 16 januari 2009  | download          | Sony BMG       |
| Europa              | 16 januari 2009  | download          | Sony BMG       |
| Canada              | 16 januari 2009  | download          | Sony BMG       |
| Verenigde Staten    | 16 januari 2009  | download, airplay | RCA Records    |
| Australië           | 19 januari 2009  | download          | Sony BMG       |
| Verenigd Koninkrijk | 19 januari 2009  | airplay           | RCA Records UK |
| Verenigd Koninkrijk | 22 februari 2009 | download          | RCA Records UK |
| Italië              | 30 januari 2009  | airplay           |                |
| Duitsland           | 6 maart 2009     | cd-maxi, download | Sony BMG       |

## Versie Glee Cast
My Life Would Suck Without You is een cover van Glee Cast uit de televisieserie Glee.

## Hitnotering

### NederlandseSingle Top 100
| Hitnotering: 20-11-2010 | Hitnotering: 20-11-2010 | Hitnotering: 20-11-2010 |
| Week:                   | 1                       |                         |
| ----------------------- | ----------------------- | ----------------------- |
| Positie:                | 94                      | uit                     |